# Crowfoot Mountain (Alberta)
Crowfoot Mountain is een berg in Alberta in Canada. De berg ligt in de Canadian Rockies in Nationaal park Banff. Op de noordoostelijke flank van de berg bevindt zich de Crowfoot Glacier. Naar deze gletsjer is de berg in 1959 vernoemd.
De berg werd voor het eerst in 1950 beklommen door E. Cromwell en G. Engelhard.